# Sapiny
Le sapiny (ou kupsabiny, kuksabin. Les termes sabei, sebei, sont employés par les peuples bantous) est une langue nilo-saharienne de la branche des langues nilotiques parlée sur les flancs nord du massif de l'Elgon, en Ouganda, dans le district de Sebei.

## Les Sapiny
Les Sapiny s'auto-désignent par le nom de sɑːpɪ́ɲ ou sɑːpɪ́ɲcɛk, au singulier, sɑːpɪ́ɲiːn ou sɑːpɪ́ɲiːntet. La langue est, elle, appelée kupsapiiny kɪpsɑːpɪ́ɲ. Le terme « sapiny » s'applique à trois groupes différents qui sont, en dehors des Sapiny, les Mbay et les Sor.

## Classification
Le sapiny est une des langues parlées par les Kalenjins, et est proche du terik ou du pok. Ces langues et dialectes forment, avec le datooga et l'omotik, le sous-groupe des langues nilotiques méridionales, rattaché aux langues soudaniques orientales.

## Écriture
| a | aa | ā | āā | c  | e | ee | ē | ēē | f | i | ii | k  | l | m |
| n | ny | ŋ | o  | oo | ō | ōō | p | r  | s | t | u  | uu | w | y |

Les tons sont indiqués à l’aide de signe de ponctuation précédant une phrase ou un mot :
- + pour indiquer le futur positif ;
- - pour le futur négatif ;
- ! pour l’emphase ;
- : pour le sujet ;
- / pour le verbe indéfini ;
- ^ pour la seconde personne du singulier.

Par exemple
- pour le futur positif ou future négatif
  - +Māāpiriiŋ, « Je vais te frapper ».
  - -Māāpiriiŋ, « Je ne vais pas te frapper ».
- pour l’emphase
  - !Kaakas, « Je l’ai vraiment vu ».
- pour le sujet
  - Kipakac :ciito ŋōtunyto, « L’homme a tué le lion ».
  - Kipakac ciito :ŋōtunyto, « Le lion a tué l’homme ».
- pour le verbe indéfini
  - /Kicaal mpareet, « (Quelq’un) a acheté le champ ».
  - Kicaal mpareet, « Nous avons acheté le chant ».
- pour la seconde personne du singulier
  - ^Kiisuus nkuyēēk, « Tu as frit les légumes ».
  - Kiisuus nkuyēēk, « Elle a frit les légumes ».

## Phonologie
Les tableaux présentent les voyelles et les consonnes du sapiny.

### Voyelles
|         | Antérieure  | Centrale    | Postérieure |
| ------- | ----------- | ----------- | ----------- |
| Fermée  | i [i] ɪ [ɪ] |             |             |
| Moyenne | e [e] ɛ [ɛ] |             | ɔ [ɔ] o [o] |
| Ouverte |             | a [a] ɑ [ɑ] |             |

Les voyelles [i] et [ɪ] tendent vers une réalisation centrale [ə]. La première est prononcée avec une position de la langue plus haute.

### Deux types de voyelles
Le sapiny, comme la plupart des langues nilotiques, différencie les voyelles selon leur lieu d'articulation. Elles sont soit prononcées avec l'avancement de la racine de la langue, soit avec la rétraction de la racine de la langue.
Les voyelles avec avancement de la racine de la langue sont [i], [e], [o], [a], ainsi que les voyelles longues correspondantes.
Les voyelles avec rétraction de la racine de la langue sont [ɪ], [ɛ], [ɔ], [ɑ], ainsi les voyelles longues correspondantes.

### Consonnes
|               |               | Bilabiale | Alvéolaire | Palatale | Vélaire |
| ------------- | ------------- | --------- | ---------- | -------- | ------- |
| Occlusives    | Occlusives    | p [p]     | t [t]      |          | k [k]   |
| Fricative     | Fricative     |           | s [s]      |          |         |
| Affriquées    | Affriquées    |           |            | c [t͡ʃ]   |         |
| Nasale        | Nasale        | m [m]     | n [n]      | ɲ [ɲ]    | ŋ [ŋ]   |
| liquide       | liquide       |           | l [l]      |          |         |
| Roulée        | Roulée        |           | r [r]      |          |         |
| Semi-voyelles | Semi-voyelles | w [w]     |            | y [j]    |         |

### Une langue tonale
Le sapiny est une langue tonale.

## Sources
- (en) Francis Chebet, Joyce Chemitai et Kenneth Chemonges Twoyem, An Orthography and Spelling Guide for Kupsapiiny: Approved Orthography, Kupsapiiny Language Board, 2011 (lire en ligne)
- (en) Kazuhiro Kawachi, « An overview of the sociolinguistic situation of Kupsapiny, a southern Nilotic languages of Uganda », African Study Monographs, vol. 31, no 3,‎ 2010, p. 127-137 (lire en ligne)
- (en) Kazuhiro Kawachi, « Long default and short indefinite noun forms in Kupsapiiny: synchronic usage and diachronic development », 言語研究 (Gengo Kenkyu), vol. 163,‎ 2023, p. 79-110 (DOI 10.11435/gengo.163.0_79, lire en ligne)
- (kpz + en) Kupsapiiny Language Board & Kupsapiiny Language Development and Preservation Foundation, Toloocikaap Ŋalyaptaap Kupsapiiny = Kupsapiiny Alphabet Chart, 2011 (lire en ligne)
- (de) Franz Rottland, Die südnilotischen Sprachen. Beschreibung, Vergleichung und Rekonstruktion, Berlin, Dietrich Reimer Verlag, coll. « Kölner Beiträge zur Afrikanistik » (no 7), 1982 (ISBN 3-496-00162-3)